# Beachhandball-Ozeanienmeisterschaften 2023/Männer
Das Turnier der Männer bei den Ozeanienmeisterschaften des Jahres 2023 im Beachhandball war das sechste Turnier seiner Art in Ozeanien. Es nahmen drei Mannschaften teil. Gleichzeitig fand auch das Turnier der Frauen statt.
Die Kader und Statistiken finden sich auf dieser Unterseite.

## Turnierverlauf
Nachdem im Vorjahr Neuseeland erstmals den kontinentalen Titel gewonnen hatte, war die Mannschaft Australiens nicht mehr alleiniger Titelfavorit.

### Vorrunde
| R | Verein     | Spiele | Spiele | Spiele | Sätze | Sätze | Sätze | Tore | Tore | Tore | Pu |
| R | Verein     | Sp     | S      | N      | G     | V     | +-    | T+   | T-   | +-   | Pu |
| - | ---------- | ------ | ------ | ------ | ----- | ----- | ----- | ---- | ---- | ---- | -- |
| 1 | Australien | 4      | 3      | 1      | 7     | 3     | +4    | 156  | 142  | +14  | 6  |
| 2 | Neuseeland | 4      | 3      | 1      | 6     | 3     | +3    | 142  | 132  | +10  | 6  |
| 3 | Cookinseln | 4      | 0      | 4      | 1     | 8     | −7    | 126  | 150  | −24  | 0  |

| G01 | 20.04. 09:00 Uhr | Cookinseln | – | Australien | 1:2 (15:20, 20:14, 6:8) |
| G04 | 20.04. 12:00 Uhr | Australien | – | Neuseeland | 1:2 (16:18, 16:14, 6:7) |
| G06 | 20.04. 16:00 Uhr | Cookinseln | – | Neuseeland | 0:2 (8:16, 16:18)       |
| G07 | 21.04. 09:00 Uhr | Neuseeland | – | Australien | 0:2 (16:17*, 18:20)     |
| G10 | 21.04. 12:00 Uhr | Neuseeland | – | Cookinseln | 2:0 (14:13, 21:20)      |
| G12 | 21.04. 15:00 Uhr | Australien | – | Cookinseln | 2:0 (22:20, 17:8)       |

* Entscheidung durch Golden Goal

## Finale
| G15 | 22.04. 12:00 Uhr | Australien | – | Neuseeland | 2:1 (18:16, 18:20, 12:10) |

## Auszeichnungen
- MVP:  Cade Elliott[8]
- Bester Torschütze:  Cookinseln
- Bester Torhüter:  Jack Gallagher[9]